# Prvenstvo Hrvatske u vaterpolu 2007./08.
Prva hrvatska vaterpolo liga za 2007./08. je bila najviši rang hrvatskog prvenstva u vaterpolu u toj sezoni.
Sudionici su riječko "Primorje", splitski "POŠK", "Jadran" i "Mornar", šibenski Šibenik, zagrebački "Mladost" i "Medveščak" te dubrovački "Jug".

## Natjecateljski sustav
Prvi dio se igra po dvokružnom ligaškom sustavu, po kolima, jednom na domaćem, jedna utakmica na gostujućem plivalištu.

Za pobjedu se dobiva 2 boda, za neriješeno 1 bod, za poraz ništa.

Prva četiri kluba nakon tog dijela prvenstva idu u Ligu za prvaka (Superliga), a zadnja četiri u Ligu za opstanak i plasman, u kojoj klubovi također igraju istom ligaškom sustavu .

7. i 8. klub doigravaju međusobno za 7. mjesto, naizmjence kod 7., pa kod 8. kluba, a domaćin možebitnoj trećoj utakmici je boljeplasirani klub u ligi, odnosno na dvije pobjede. U slučaju neriješenog, igraju se produžetci, a ne odluči li se i onda pobjednik, izvode se peterci.

5. i 6. klub doigravaju međusobno za 5. mjesto, naizmjence kod 5., pa kod 6. kluba, a domaćin možebitnoj trećoj utakmici je boljeplasirani klub u ligi. U slučaju neriješenog, igraju se produžetci, a ne odluči li se i onda pobjednik, izvode se peterci.

3. i 4. klub doigravaju međusobno za 3. mjesto, naizmjence kod 3., pa kod 4. kluba, a domaćin možebitnoj trećoj utakmici je boljeplasirani klub u ligi. U slučaju neriješenog, igraju se produžetci, a ne odluči li se i onda pobjednik, izvode se peterci.

1. i 2. klub doigravaju međusobno za prvaka, naizmjence kod 1., pa kod 2. kluba, a domaćin možebitnoj trećoj utakmici je boljeplasirani klub u ligi. U slučaju neriješenog, igraju se produžetci, a ne odluči li se i onda pobjednik, izvode se peterci.

## Ljestvice i rezultati

### Konačna ljestvica nakon ligaškog dijela
| mj | klub                             | ut | pob | ner | por | golovi  | bod |                 |
| -- | -------------------------------- | -- | --- | --- | --- | ------- | --- | --------------- |
| 1. | Jug Croatia Osiguranje Dubrovnik | 14 | 13  | 0   | 1   | 191:111 | 39  | Superliga       |
| 2. | Mladost Zagreb                   | 14 | 11  | 1   | 2   | 159:80  | 34  | Superliga       |
| 3. | Šibenik NCP                      | 14 | 10  | 0   | 4   | 168:116 | 30  | Superliga       |
| 4. | Mornar Brodospas Split           | 14 | 8   | 1   | 5   | 135:126 | 25  | Superliga       |
| 5. | POŠK Split                       | 14 | 5   | 2   | 7   | 119:124 | 17  | Liga za ostanak |
| 6. | Primorje Erste Banka Rijeka      | 14 | 4   | 0   | 10  | 135:157 | 12  | Liga za ostanak |
| 7. | Jadran Split                     | 14 | 3   | 0   | 11  | 86:159  | 9   | Liga za ostanak |
| 8. | Medveščak Zagreb                 | 14 | 0   | 0   | 14  | 88:208  | 0   | Liga za ostanak |

Najbolji igrač:
Najbolji vratar:
Najbolji strijelac:

### Liga za prvaka (Superliga)
| mj | klub                             | ut | pob | ner | por | golovi | bod |              |
| -- | -------------------------------- | -- | --- | --- | --- | ------ | --- | ------------ |
| 1. | Jug Croatia Osiguranje Dubrovnik | 6  | 6   | 0   | 0   | 77:41  | 21  | za prvaka    |
| 2. | Mladost Zagreb                   | 6  | 3   | 1   | 2   | 62:58  | 12  | za prvaka    |
| 3. | Šibenik                          | 6  | 2   | 1   | 3   | 57:64  | 8   | za 3. mjesto |
| 4. | Mornar Brodospas Split           | 6  | 0   | 0   | 6   | 45:78  | 0   | za 3. mjesto |

### Liga za ostanak i plasman
| mj      | klub                        | ut | pob | ner | por | golovi | bod |              |
| ------- | --------------------------- | -- | --- | --- | --- | ------ | --- | ------------ |
| 1. (5.) | Primorje Erste Banka Rijeka | 6  | 5   | 1   | 0   | 67:47  | 18  | za 5. mjesto |
| 2. (6.) | POŠK Split                  | 6  | 4   | 0   | 2   | 58:52  | 15  | za 5. mjesto |
| 3. (7.) | Jadran Split                | 6  | 2   | 1   | 3   | 51:55  | 8   | za 7. mjesto |
| 4. (8.) | Medveščak Zagreb            | 6  | 0   | 0   | 6   | 45:67  | 0   | za 7. mjesto |

### Doigravanje

#### Doigravanje za 7. mjesto
- 16. travnja

- 20. travnja

Medveščak - Jadran SD 4:13 (0:2)

#### Doigravanje za 5. mjesto
- 16. travnja

- 20. travnja

POŠK - Primorje EB 9:12 (1:1)
- 25. travnja

Primorje EB - POŠK 10:9 (2:1)

#### Doigravanje za 3. mjesto
- 16. travnja

Šibenik NCP - Mornar BS 14:8 (količnik 1:0)
- 20. travnja

Mornar BS - Šibenik NCP 10:12 (količnik 0:2)

#### Doigravanje za prvaka
- 16. travnja

Jug CO - Mladost 13:11, produžetci (količnik 1:0)
- 20. travnja

Mladost - Jug CO 10:9 (količnik 1:1)
- 24. travnja

Jug CO - Mladost 7:8 (količnik 1:2)
- 30. travnja

Mladost - Jug CO 13:11, peterci (količnik 3:1)

## Konačni poredak
```
Mj.  Klub
1. 
Mladost (Zagreb)

2. 
Jug Croatia Osiguranje (Dubrovnik)

3. 
Šibenik NCP

4. 
Mornar Brodospas (Split)

5. 
Primorje Erste banka (Rijeka)

6. 
POŠK (Split)

7. 
Jadran Slobodna Dalmacija (Split)

8. 
Medveščak (Zagreb)
```